# Hyperolius hutsebauti
Hyperolius hutsebauti es una especie de anfibios de la familia Hyperoliidae. Es endémica de República Democrática del Congo.
Su hábitat natural incluye zonas secas de arbustos, pantanos, lagos de agua dulce, lagos temporales de agua dulce, marismas de agua dulce, corrientes intermitentes de agua dulce, jardines rurales, zonas previamente boscosas ahora degradadas, áreas de almacenamiento de agua, estanques y canales y diques.